# Aburi

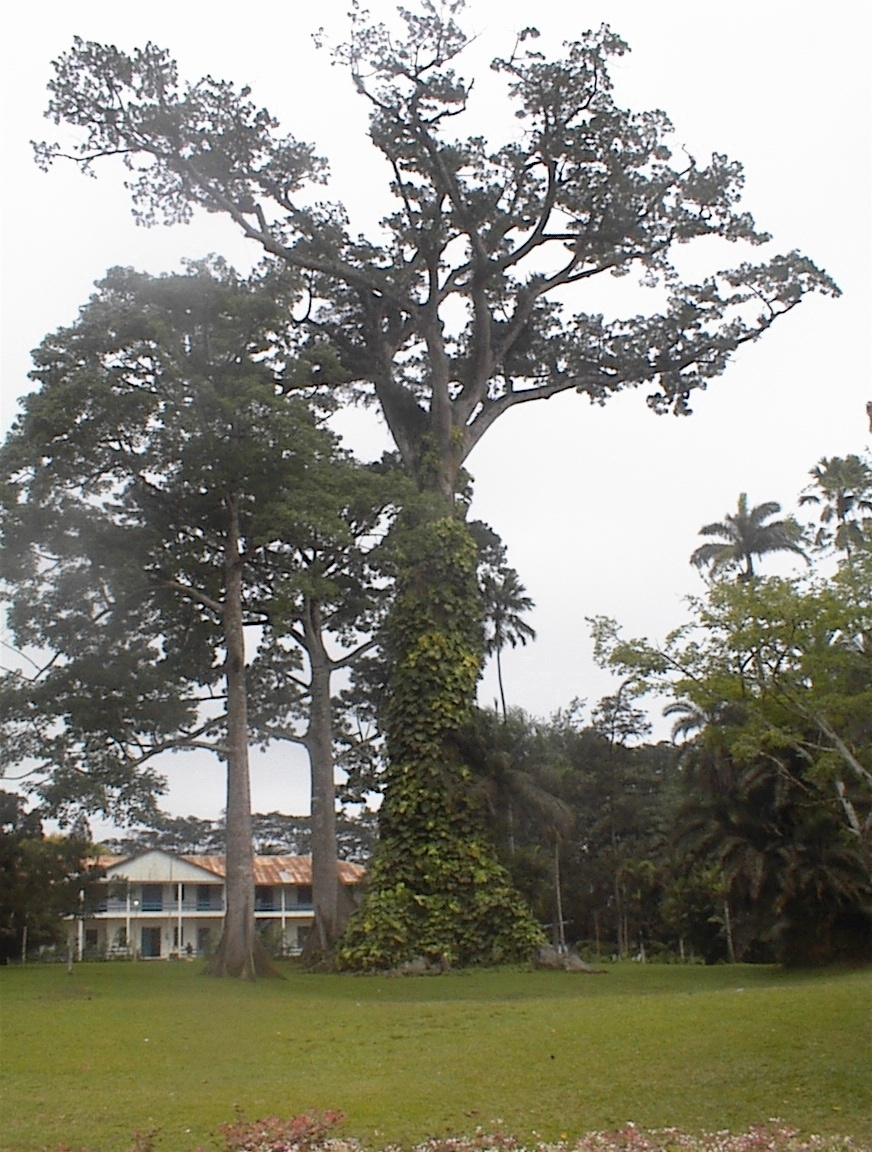
Aburis botaniska trädgård.

Aburi är en ort beläget norr om Accra i Ghana, på södra sidan av Akwapim-Togoryggarna. Den är administrativ huvudort för distriktet Akwapim South, och folkmängden uppgick till 9 390 invånare vid folkräkningen 2010. Aburi är känt för Aburi Botanical Gardens, en botanisk trädgård som drar cirka 35 000 besökare per år.